# Odznaka Honorowa za Zasługi dla Województwa Śląskiego
Odznaka Honorowa za Zasługi dla Województwa Śląskiego lub Odznaka honorowa za zasługi dla województwa śląskiego – odznaczenie regionalne ustanowione w 2000 uchwałą Sejmiku Województwa Śląskiego przyznawane osobom fizycznym i innym podmiotom, które całokształtem działalności, względnie realizacją swoich zadań na terenie województwa śląskiego przyczyniły się do gospodarczego, kulturalnego i społecznego rozwoju województwa. Odznaka posiada dwa stopnie: pierwszy – złota odznaka, drugi – srebrna odznaka.

## Charakterystyka
Odznaka została powołana uchwałą Sejmiku Województwa Śląskiego Nr I/28/4/2000 z dnia 11 grudnia 2000. Status odznaki określa w szczególności Regulamin przyznawania „Odznaki honorowej za zasługi dla województwa śląskiego”.
Zgodnie z regulaminem przyznawania odznaki można ją nadać:
- osobom fizycznym
- instytucjom państwowym
- jednostkom samorządu terytorialnego
- przedsiębiorcom
- organizacjom społecznym i zawodowym[3].

Wyróżnienie to może być także nadane osobom spoza województwa, a także podmiotom zagranicznym, jako wyraz uznania dla ich działalności i zasług dla rozwoju województwa śląskiego.
Dopuszczalne jest przyznawanie odznaki jako wyróżnienia pośmiertnego.
Podmiotem nadającym odznakę jest Sejmik Województwa Śląskiego. Procedurę kwalifikacyjną przeprowadza doraźna Komisja Sejmiku – „Kapituła Odznaki Honorowej za Zasługi dla Województwa Śląskiego”. Może to uczynić z inicjatywy własnej lub na wniosek instytucji, organizacji społecznych, organów samorządu terytorialnego i przedsiębiorców. Wnioski kieruje się do przewodniczącego Sejmiku Województwa Śląskiego.

## Skład komisji
Przewodniczący: Jacek Świerkocki,
Z-cy przewodniczącego: Lucyna Ekkert, Krystian Kiełbasa, Maria Potępa,
Członkowie komisji: Sylwia Cieślar, Piotr Czarnynoga, Stanisław Dzwonnik, Stanisław Gmitruk, Jerzy Gorzelik, Danuta Kożusznik, Mirosław Mazur, Grzegorz Wolnik, Janusz Ogiegło, Andrzej Gościniak, Monika Socha, Urszula Koszutska.

## Opis odznaki
Odznakę stanowi okrągły medal jednostronny o średnicy 40 mm – z metalu białego lub żółtego – przypinany na agrafce, ze stylizowanym wizerunkiem Orła Piastów górnośląskich z rozłożonymi skrzydłami, z napisem w górnej części „ZA ZASŁUGI” i w dolnej części: „DLA WOJEWÓDZTWA ŚLĄSKIEGO”. Odznakę nosi się na prawej stronie piersi.

## Odznaczeni
M.in.:
- Zbigniew Cierniak (2012)[6]
- Maciej Hamankiewicz[7]
- kardynał Stanisław Nagy (2012)[8]
- Dariusz Wiktorowicz[9]
- Aleksander Tarnawski (2016)[10]
- Antoni Tomiczek (2012)[11][12][13][14][15][16][17]
- Jacek Siebel (2016)[18]
- Olgierd Łukaszewicz (2017)

Wyróżnione instytucje:
- Biblioteka Śląska (2010)[19]
- Muzeum Miniaturowej Sztuki Profesjonalnej Henryk Jan Dominiak w Tychach (2020)[20]
- Muzeum Zagłębia w Będzinie (2012)[21]

- Towarzystwo Miłośników Ziemi Wodzisławskiej (2021)[22].